# 아미가 유닉스
아미가 유닉스(Amiga Unix) 또는 비공식 명칭 아믹스(Amix)는 코모도어-아미가 주식회사가 1990년에 아미가 컴퓨터 제품군을 위해 개발한 AT&T 유닉스 시스템 V 릴리스 4 운영체제의 단종된 완전 이식 버전으로, 기본으로 제공되는 아미가OS의 대안이었다.

## 개요
아미가 3000UX와 함께 번들로 제공된 코모도어의 유닉스는 SVR4를 68k 아키텍처로 이식한 최초의 포트 중 하나였으며, 이러한 수준의 준수는 회사 브로슈어인 "Born To Run UNIX SVR4"와 같은 마케팅 자료에서 강조되었다. 아미가 3000UX는 OPEN LOOK 그래픽 환경을 제공했으며, 이 기계는 코모도어가 이들 전시업체의 기술을 채택한 결과로 1991년 유니포럼 쇼에서 썬 마이크로시스템즈와 유닉스 인터내셔널 부스에 전시되었다고 한다. 초기 아미가 기반 그래픽 유닉스 시스템은 89년 가을 유니포럼 쇼에서 AT&T 부스에 전시된 것으로 알려졌다.
1988년 초 세빗에서 전시된 아미가 2500UX는 모토로라 68020 기반 시스템으로, 유닉스 시스템 V 릴리스 3 (SVR3) 또는 아미가OS로 부팅할 수 있으며, X 윈도 시스템 인터페이스와 함께 "매우 빠르고 유연한" 독점 창 시스템도 제공될 예정이었다. 아미가 칩셋을 사용한 그래픽 가속이 약속되었으며, 기존 사용자가 유닉스 시스템으로 업그레이드할 수 있도록 68020과 메모리 관리 장치를 특징으로 하는 확장 보드로 구성된 업그레이드 키트도 제공되었다. 유럽 시장에는 1988년 9월에 출시될 예정이라고 발표되었다. 직후 1988년 봄 컴덱스에서 코모도어는 유닉스를 실행하는 아미가 2000 시스템에서 독점 창 시스템을 시연했으며, 68030 업그레이드 보드도 선보였다.
아미가 2500UX는 1988년 가을 컴덱스 쇼에서 14.3 MHz 모토로라 68020 기반 시스템으로 80 MB 하드 드라이브와 150 MB 테이프 시스템, 5 MB RAM 장착, 모토로라 68851 메모리 관리 장치 및 모토로라 68881 부동소수점 장치(FPU)를 특징으로 더욱 포괄적으로 설명되었다. 이 기계는 유닉스 시스템 V의 "완전한 구현"과 함께 제공될 예정이었다. 1988년 10월 별도의 행사에서 아미가 2000에서 유닉스 버전이 실행되고 있다는 시기상조적인 보고서가 나왔는데, 이는 아미가OS용 X 윈도 시스템 구현이 그래픽 유닉스 시스템으로 오해되었기 때문이었다. 1989년 초 기준으로, 아미가 유닉스 또는 AMIX는 아미가 2500UX에 SVR3.1 구현으로, "속도와 편의성을 위해 특별히 설계된" "독점 창 시스템"을 특징으로 한다고 보고되었다. 개발자들은 이미 AMIX 시스템의 베타 버전을 받았으며, 시스템 가격은 약 $5,000.00로 추정되었다.
코모도어는 1989년 초 세빗 쇼에서 동일한 68020 기반 사양으로 아미가 2500UX를 설명했으며, 아미가 2000을 2500UX의 기능까지 업그레이드하는 데 드는 업그레이드 키트 가격은 £1,700.00이라고도 언급했다. 1989년 5월 토론토에서 열린 쇼에서 코모도어는 2500UX의 사양을 조정하여 68030 기반 기계에서 SVR3.3 및 "Amix Windows 멀티태스킹 사용자 인터페이스"를 실행하도록 했고, 심지어 CA$8,500.00의 가격을 제시하기도 했다. 1989년 말까지 2500UX의 목적은 개발 머신으로 더욱 명확해졌으며, 코모도어 UK는 최종 유닉스 제품이 SVR4를 실행하는 68030 기반 아미가 3000 시스템이 될 것이며 1990년에 출시될 것이라고 제안했다.
아미가 3000UX 출시가 다가오면서, 유닉스를 실행하는 아미가 2000 시스템의 하드웨어 요구사항은 더욱 세분화되어 68030 CPU와 68882 FPU를 제공하는 A2630과 같은 가속기 카드가 필요했으며, 이는 아미가 2500의 A2500/30 변형과 일치하게 되었다. 운영체제를 설치하기 위해서는 100 MB 이상의 하드 드라이브 저장 공간과 테이프 드라이브가 필요했다.
1990년 말, 아미가 3000 출시 몇 달 후, 코모도어는 1991년 1월 유니포럼 쇼에서 3000UX를 출시할 계획을 발표했으며, SVR4 구현을 완료하고 소프트웨어 공급업체를 자사 플랫폼으로 유치해야 한다고 보도되었다. 마침내 유니포럼에서 두 가지 아미가 3000UX 구성이 공개되었으며, 이는 이전 보고서를 대체로 확인시켜주었다. 더 넓은 가용성 이전에 이미 1,000대가 "베타 테스트 사이트에 출하"되었다고 보고되었다.

## 평가
아미가 3000UX가 "반응적인" 경험을 제공할 수 있었지만, 그래픽 환경에서의 성능은 "느린 386 기계가 SCO 오픈 데스크톱을 실행하는 것과 동등한" 수준으로 묘사되었다. 운영체제 버전 1.1에 대한 또 다른 평가는 X 윈도 시스템 성능이 "흑백이고 엿가락처럼 느리다"고 묘사했으며, A2410 그래픽 보드와 함께 컬러 지원을 제공하는 개선된 버전 2.0 시스템이 출시될 예정이었다. 이 보드는 1991년 후반에 출시되었으며, 8비트 컬러 심도로 1024 x 1024 해상도를 제공했으며, 1988년 말에 로웰 대학교와의 협력으로 처음 발표되었다. TMS34010 기반의 이 카드는 이전에 89년 가을 유니포럼 쇼에서 시연된 바 있다.
아미가 3000UX의 기본 가격인 US$4998 (현재 약 US$9,500.00에 해당)에 그래픽 보드(약 $1,000.00에 별도 판매)와 컬러 모니터를 포함하면 $7,713.00까지 올랐는데, 이는 당시 다른 유닉스 워크스테이션과 비교했을 때 그리 매력적이지 않았다. 1989년 말, 아미가 3000UX 출시 약 1년 전, 휴렛 팩커드와 썬과 같은 공급업체는 이미 시장의 저가형을 겨냥한 68030 기반 모델을 출시했다. HP는 1989년 초 저가형 HP 9000 모델 340 워크스테이션 제품군을 $5,495.00부터 출시했다. 그해 말, HP의 아폴로 사업부가 엔트리 레벨 워크스테이션으로 포지셔닝한 아폴로 DN2500은 디스크 없는 모델이 $3,990.00, 하드 디스크가 포함된 모델이 $5,490.00에 불과하여 가격 면에서 워크스테이션과 개인용 컴퓨터의 구분을 없앴다. 썬 3/80은 비슷한 엔트리 레벨 제품으로 $5,990.00이었다.
경쟁이 심화되면서 우수한 성능을 제공하는 RISC 기반 경쟁자들도 비슷한 가격대로 이미 출시되어 있었다. 예를 들어 DECstation 2100은 $5,950.00으로 인하되었고, 1990년에는 수많은 SPARC 워크스테이션이 $5,000.00 가격대로 예상되었다. 3/80과 함께 출시된 썬의 SPARCstation 1은 1989년에 디스크 없는 버전이 $8,995.00였다. 1991년 말에는 썬 SPARCstation IPC와 같은 모델이 A3000UX와 유사한 메모리, 디스크 용량 및 디스플레이 사양을 갖추고 $6,695.00에 판매되었지만, 훨씬 더 나은 성능을 제공했다.
코모도어의 제품 마케팅 관리자는 이 기계가 NeXT 및 애플의 A/UX와 경쟁하기 위한 것이며, "우리는 썬과 경쟁한다고 생각하지 않는다"고 인정했다. 이 시스템의 광고는 애플과 NeXT를 경쟁 상대로 삼고, 시스템 V, OPEN LOOK 및 X 윈도 시스템 기술 채택을 강조했다. 그러나 출시 1년 만에 아미가 3000UX의 68030은 이미 68040 기반 넥스트스테이션보다 "한 세대 뒤떨어진" 것으로 간주되었으며, 이 넥스트스테이션은 흑백 디스플레이 모델이 $4,995.00, 컬러 디스플레이 모델이 $7,995.00부터 시작했다. 이후 기존 공급업체들의 엔트리 레벨 워크스테이션은 공격적인 가격 정책을 유지하면서 성능 격차를 더욱 벌렸다. 예를 들어, 개인용 DECstation 5000 모델 20은 더 새로운 CPU를 제공하며 디스크 없는 구성이 $3,995.00부터 시작했고, 더 빠른 모델 25는 하드 디스크가 포함된 컬러 디스플레이 구성으로 $8,495.00에 구입할 수 있었다.
미국과 유럽 시장 간 코모도어 채널의 본질적인 차이도 코모도어가 아미가 유닉스 시스템을 판매할 기회를 활용하는 것을 막았다. "미개척 전문 시장"을 목표로 삼고 아미가를 더욱 진지한 멀티미디어 기능을 갖춘 기계로 포지셔닝하며, 유닉스 및 네트워킹 기능을 제공하여 "기업 체크리스트"를 충족시키려는 시도가 있었다. 미국 시장에서는 전문 딜러가 판매 노력에서 중요한 역할을 했으며 유닉스 기반의 정교한 제품을 더 잘 지원할 수 있다고 여겨졌다. 그러나 유럽에서 아미가 제품군의 판매는 주로 컴퓨터 게임 인구 통계를 대상으로 하는 하이스트리트 소매업체에 의해 주도되었고, 유능한 판매 및 지원 인프라 도입이 필요한 강조점의 변화는 유닉스 제품 판매를 통해 창출되는 잠재적 수익보다 더 많은 비용이 드는 것으로 인식되었다. 더욱이, 점점 더 경쟁이 심화되는 유럽 유닉스 시장은 그러한 판매가 실현될지에 대한 의구심을 불러일으켰고, 아미가 유닉스의 유럽 출시 가능성에 의문을 제기했다.
경쟁 상황에 대응하기 위해 코모도어는 1992년 초 아미가 유닉스 버전 2.1을 출시하여, 9 MB RAM, 200 MB 하드 드라이브, A2410 고해상도 그래픽 카드, 이더넷 카드, 컬러 모니터(또는 SCSI 테이프 드라이브)를 포함하는 아미가 3000UX 시스템 번들 가격을 일시적으로 $4,998.00로 인하했다. 이는 총 소매가 $8,495.00와 비교된다. 이 시기까지 HP는 이미 저가형 시장에 68040 기반 워크스테이션을 출시했는데, 예를 들어 HP 아폴로 9000 모델 425e는 8 MB, 디스크 없는 모델에 19인치 흑백 모니터를 포함하여 $5,490.00부터 판매되었다. 1992년 초, 코모도어가 솔루션 공급업체인 Applied Systems Group을 아미가 유닉스의 유일한 영국 리셀러로 임명했다는 보도가 있었다. 코모도어는 이 플랫폼이 "동일 가격대의 기존 공급업체를 능가한다"는 주장을 유지했으며, "썬 4, 486 및 68000 기반 워크스테이션"의 기존 사용자들을 이 플랫폼으로 다수 전환했다고 주장했다.
애플의 A/UX 시스템 7 애플리케이션용 호환성 계층과 달리 아미가 유닉스에는 아미가OS 애플리케이션을 위한 호환성 계층이 없다. 시스템 출시 전, 코모도어는 그러한 애플리케이션 지원에 대해 "논의 중"이라고만 언급했다. 코모도어의 영국 마케팅 관리자는 전통적인 아미가 및 아미가 유닉스 애플리케이션 간의 일관성을 보장하기 위해 사용자 인터페이스 가이드라인이 도입될 것이며, 아미가 유닉스는 "친숙한 맥과 같은 환경"을 제공할 것이라고 밝혔다. 아미가의 중요한 멀티미디어 기능을 활용할 수 있는 기본 애플리케이션이 거의 없었기 때문에, 1990년대 초 경쟁이 치열한 유닉스 워크스테이션 시장에서 특정 목표 배포 외에는 틈새시장을 찾지 못했다. 예를 들어, 버지니아 공과대학교 컴퓨터 과학 학생들은 학업을 위해 아미가 3000UX를 구매해야 했으며, 학생들은 4 MB RAM, 100 MB 하드 디스크, 컬러 모니터를 포함하는 기본 모델을 약 $4,000.00에 제공받았다.
당시 일반적인 상업용 유닉스 배포판과 달리, 아미가 유닉스는 공급업체 특정 개선 사항 및 플랫폼 종속 장치 드라이버(본질적으로 AT&T가 소유하지 않은 모든 부분)의 소스 코드를 포함하여, 관심 있는 사용자가 시스템의 해당 부분을 연구하거나 개선할 수 있도록 했다. 그러나 이 소스 코드는 시스템의 바이너리 부분과 동일한 소프트웨어 사용권 조건에 따랐으며—자유 소프트웨어는 아니었다. 아미가 유닉스는 또한 GNU C 컴파일러 및 X 윈도 시스템과 같은 많은 오픈 소스 구성 요소를 통합하고 의존했으며, 해당 소스 코드를 포함했다.
다른 많은 시장 점유율이 작은 독점 유닉스 변형과 마찬가지로, 아미가 유닉스는 공급업체인 코모도어가 사업을 중단하면서 컴퓨터 역사의 안개 속으로 사라졌다. 오늘날 유닉스 계열 운영 체제인 미닉스, NetBSD, 및 리눅스는 아미가 플랫폼에서 사용할 수 있다.

## 추측
썬 마이크로시스템즈가 아미가 3000UX를 제품으로 채택했다는 입증되지 않은 소문이 다양한 온라인 매체에서 제시되었지만, 썬은 이미 포괄적인 워크스테이션 제품군을 보유하고 있었고, 모토로라의 68000 계열에서 썬이 선호하는 SPARC 아키텍처로 기술 방향을 전환하고 있었으며, 68000 계열 시스템에 대한 수요는 "매우, 매우 낮다"고 설명했다. 동시대 인쇄 매체에 실린 그러한 소문에 대한 보도 중 하나는 그러한 소문을 "재미있는 이야기"로 묘사했으며, 저자는 소문난 개발이 일어날 가능성이 없다고 예언적으로 간주했다.(pp. 60)
1990년 초에도 휴렛 팩커드가 "코모도어 인수를 협상 중"이었으나 철회했다는 다른 소문이 계속되었고, 이는 나중에 "의심스럽게도 아미가와 유사한 사양"을 가진 HP 워크스테이션에 대한 주장을 불러일으켰다. 이러한 주장은 HP가 이미 모토로라 기반 시스템을 포함하여 광범위한 워크스테이션 제품군을 보유하고 있었고, 워크스테이션 시장 점유율과 애플리케이션 지원을 추구하기 위해 1989년에 아폴로 컴퓨터를 인수한 사실을 간과한 것이었다. 실제로 이 인수는 HP의 모토로라 기반 제품군에 중복을 초래하여 신중한 해결이 필요했지만, 수많은 아폴로 개발자와 고객을 함께 데려왔다. 그러한 고려 사항과 이점은 가상의 코모도어 인수에는 대부분 없었을 것이다.

## 같이 보기
- 아타리 TT030, 아타리의 유닉스 워크스테이션